# أولاف همر
أولاف همر (بالسويدية: Olav Hammer)‏ هو مؤرخ وكاتب سويدي، ولد في 1958 في جآنكوفن في ألمانيا.

## وصلات خارجية
- الموقع الرسمي